# Campethera abingoni
Campethera abingoni là một loài chim trong họ Picidae.